# Халфан Ібрагім
Халфан Ібрагім (араб. خلفان إبراهيم, нар. 18 лютого 1988, Доха) — катарський футболіст, нападник клубу «Аль-Садд».
Виступав, зокрема, за клуб «Ас-Садд», а також національну збірну Катару.

## Клубна кар'єра
Народився 18 лютого 1988 року в місті Доха. Вихованець футбольної школи клубу «Аль-Арабі».
У дорослому футболі дебютував 2004 року виступами за команду клубу «Ас-Садд», кольори якої захищає й донині.

## Виступи за збірні
У 2003 році дебютував у складі юнацької збірної Катару, взяв участь у 8 іграх на юнацькому рівні, відзначившись 9 забитими голами.
Протягом 2005–2006 років залучався до складу молодіжної збірної Катару. На молодіжному рівні зіграв у 9 офіційних матчах, забив 5 голів.
У 2006 році дебютував в офіційних матчах у складі національної збірної Катару. Наразі провів у формі головної команди країни 72 матчі, забивши 19 голів.
У складі збірної був учасником кубка Азії з футболу 2011 року у Катарі, кубка Азії з футболу 2015 року в Австралії.

## Досягнення
- Чемпіон Катару: 2003–04, 2005–06, 2006–07, 2012–13
- Володар Кубка Еміра Катару: 2005, 2007, 2014, 2015, 2017
- Володар Кубка наслідного принца Катару: 2006, 2007, 2008, 2017
- Володар Кубка шейха Яссіма: 2007, 2014, 2018
- Володар Кубка зірок Катару: 2010
- Переможець Ліги чемпіонів АФК: 2011
- Бронзовий призер Клубного чемпіонату світу: 2011

Збірні
- Переможець Азійських ігор: 2006